# ماري يونيهارا
ماري يونيهارا (باليابانية: 米原万里) (29 أبريل 1950، طوكيو في اليابان - 25 مايو 2006، كاناغاوا في اليابان)؛ كاتِبة، مترجمة وروائية يابانية.